# 豉汁排骨

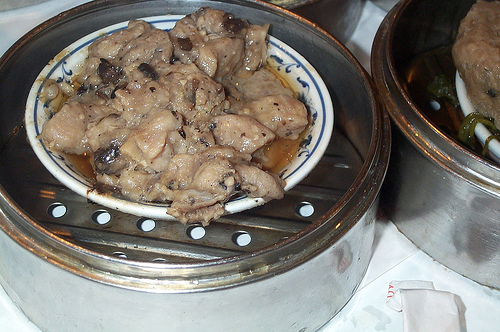
广式酒樓的豉汁排骨

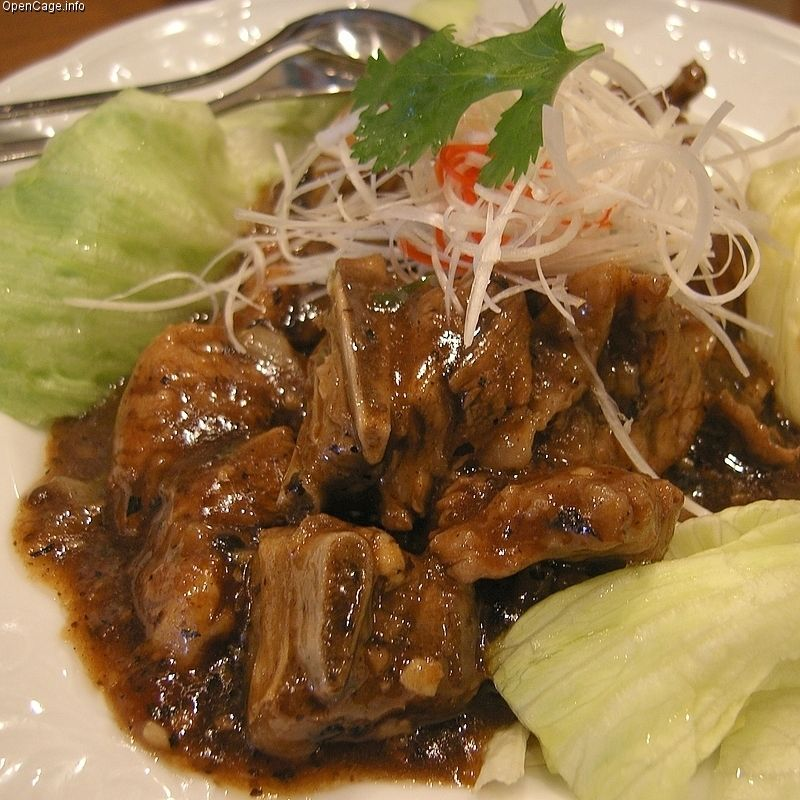
日本中餐館的豉汁排骨

豉汁排骨是廣東、香港和澳門地區常見的點心。調味料有豉油、油、麻油、糖、生粉 、豆豉、蒜頭、紅辣椒。
餐館的菜單常誤植為「鼓汁排骨」。

## 料理
1. 豉汁排骨的原料：猪小排；
2. 豉汁排骨的配料：姜1片、蒜头3瓣、小红椒1个、香葱1棵、；
3. 豉汁排骨的调料：豆豉/料酒1大勺、酱油1大勺、蚝油1大勺、盐1/4小勺、糖1/2小勺、胡椒粉少许、香油1小勺、淀粉1小勺；
4. 豉汁排骨的做法：

- 猪小排用清水彻底洗去血水，沥干水分。葱、姜、蒜、红尖椒切碎备用。
- 将切好的葱、姜、蒜、红椒和所有腌料、豆豉拌匀。
- 把排骨放入腌制1个小时左右入味。
- 腌好的排骨放入盘中，上蒸锅大火蒸30分。